# Oricia phryganeata
Oricia phryganeata är en fjärilsart som beskrevs av W. Warren 1907. Oricia phryganeata ingår i släktet Oricia och familjen tandspinnare. Inga underarter finns listade i Catalogue of Life.